# Fjæreflua
Fjæreflua ou Fjæreflu, est une île dans le landskap Sunnhordland du comté de Vestland. Elle appartient administrativement à Kvinnherad.

## Géographie
Rocheuse et désertique, à fleur d'eau, elle s'étend sur environ 42 m de longueur pour une largeur approximative de 26 m. Pratiquement immergée elle comporte un petit fanal pour avertir les navires.